# Jul
A jul (német: Julfest; nyugati nyelvekben gyakran: Yule) az egykori germánoknál és más pogány népeknél tartott ünnep volt, a téli napforduló idején. Az újpogányságban ma is ünnep.
Egyes európai pogány népek ez alkalommal három napon át áldozatokat hoztak, hogy az új év számára békét és termékenységet kérjenek. Ezért a január hó neve a gótoknál jiuleis, ó-izland nyelven: ýler volt; s Németországban is előfordult ily néven: Julmonat. 
A keltáknál az ünnep a fény visszatérését jelentette és az újjászületést állították a középpontba. Ilyenkor a fák körül énekeltek, fatuskókat égettek, és elterjedt az ajándékozás szokása. Ők úgy hitték, hogy a nap a tél közepén tizenkét napig áll, ezért farönköket gyújtottak meg, hogy meghódítsák a sötétséget, a gonosz szellemeket elűzzék és hogy szerencsét hozzanak az elkövetkező évre.
A vikingek, ahol a kilencévente megrendezett jul ünnepsége kilenc napig tartott, férfiakat áldoztak fel isteneiknek. Ők is a nap újjászületését ünnepelték.
A germán törzseknél az ünnep rituáléjához tartozott a közös lakomák rendezése, bőséges malachús és sör fogyasztásával. 
Amikor az európai népek felvették a kereszténységet, e pogány ünnep a karácsonnyal, s Krisztus születésének emlékeivel kapcsolódott össze. A mai európai karácsony-újévi szokások és hagyományok egy része a pogány jul ünnepségeiből származik. Svédül, dánul és norvégul ma is jul a karácsony neve.
A jul a boszorkányszombatok egyike, a modern boszorkányok ekkor köszöntik az újjászülető Napot.